# Lijst van oorlogen in de zuidelijke Lage Landen (1560–1829)

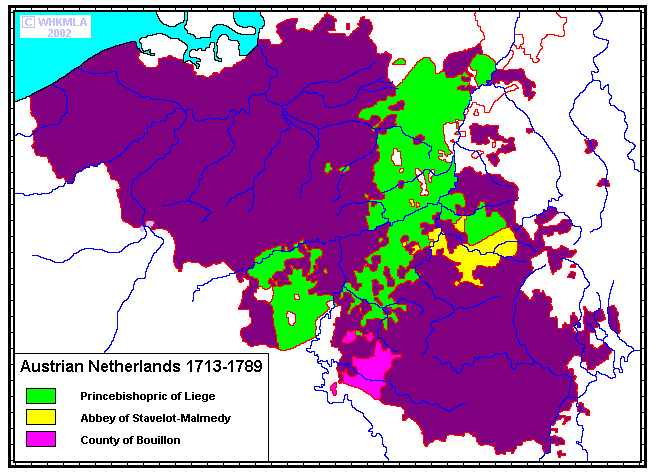
Overzicht van grote territoria in de zuidelijke Lage Landen 1715–1789
Oostenrijkse Nederlanden (Habsburg)
Prinsbisdom Luik
Abdijvorstendom Stavelot-Malmedy
Hertogdom Bouillon (La Tour d'Auvergne)

Dit is een lijst van oorlogen die in de zuidelijke Lage Landen plaatsvonden van 1560 tot 1829.
In tegenstelling tot de 'Noordelijke Nederlanden', waar een groep verenigde provinciën en steden zijn onafhankelijkheid verklaarde in 1581 en de Republiek der Verenigde Nederlanden zou worden in 1588, bleven de zuidelijke Lage Landen gedurende deze gehele periode afhankelijke territoria binnen het Heilige Roomse Rijk of werden veroverd door Frankrijk. Deze niet-soevereine gebieden waren onder meer de Zuidelijke Nederlanden (Spaanse Nederlanden tot 1715, Oostenrijkse Nederlanden tot 1795, eigendom van het Huis Habsburg), het Prinsbisdom Luik (tot 1795), het Abdijvorstendom Stavelot-Malmedy (tot 1794), het Sticht Kamerijk en de Rijksstad Kamerijk (tot 1678), het Vorstendom Sedan (tot 1651), het Hertogdom Bouillon (tot 1795) en enkele westelijke delen van het Hertogdom Gulik (tot 1795). Naast deze grote gebieden waren er ook talrijke kleine politieke entiteiten zoals het Graafschap Edingen (tot 1569), de Rijksheerlijkheid Kessenich (tot 1784), het Hertogdom Aarschot, het Hertogdom Hoogstraten, het Graafschap Horn, de Tweeherigheid van Maastricht, de Redemptiedorpen, de Graafschap van de Vroenhof (allemaal tot 1795) enzovoort. Tijdens de Brabantse en Luikse Revoluties (1789–1791) verkregen de Verenigde Nederlandse Staten en de Luikse Republiek kortstondig de facto onafhankelijkheid, maar werden niet erkend voordat de Habsburgers hun macht herstelden; kort daarop veroverden de Franse Revolutionaire legers Franse veldtocht in de Nederlanden alle zuidelijke Lage Landen en annexeerde ze in 1795 bij de Eerste Franse Republiek. De meeste Lage Landen werden in 1815 verenigd in het nieuw opgerichte Verenigd Koninkrijk der Nederlanden onder het Huis Oranje-Nassau, in personele unie met het nieuw opgerichte Groothertogdom Luxemburg, totdat de Belgische Revolutie uitbrak in 1830.
- Voor eerdere oorlogen, zie Lijst van oorlogen in de Lage Landen tot 1560.
- Voor gelijktijdige oorlogen in de Noordelijke Nederlanden, zie Lijst van oorlogen van Nederland (1560–heden).
- Voor daaropvolgende oorlogen in de zuidelijke Lage Landen, zie
  - Lijst van oorlogen van België (1830–heden), vanaf de Belgische Revolutie
  - Lijst van oorlogen van Luxemburg (1890–heden).

| Begin | Eind | Naam conflict                                                                                        | Partijen | Partijen | Uitkomst |
| Begin | Eind | Naam conflict                                                                                        | Combatant 1 | Combatant 2 | Uitkomst |
| ----- | ---- | --- | --- | --- | --- |
| 1566  | 1648 | Tachtigjarige Oorlog (ook Nederlandse Opstand genoemd) (vermengd met Dertigjarige Oorlog)            | Spaanse Rijk (incl. Spaanse Nederlanden) Portugese Rijk (1580–1640) Oostenrijkse Habsburgers (1598–1621) | Staatsen (incl. Vlaanderen, Brabant, Namen, Mechelen, Henegouwen, Artesië, etc. c. 1576–1585) - Gentse Republiek (1577–1584) - Antwerpse Republiek (1577–1585) - Brusselse republiek (1576–1584) - Republiek der Verenigde Nederlanden (1581/8–1648) Koninkrijk Engeland (1585–1604, 1625–30) Koninkrijk Frankrijk (1596–8, 1635–48) | Vrede van Münster - Republiek der Verenigde Nederlanden wordt onafhankelijk - Nederduitse Gereformeerde Kerk verwerft publiekelijk bevoorrechte status; katholieken, lutheranen en joden getolereerd - Zuidelijke Nederlanden blijven Spaans - Rooms-Katholieke Kerk blijft staatsreligie, andere religies blijven verboden |
| 1593  | 1595 | Veldtochten naar Luxemburg (onderdeel van de Tachtigjarige Oorlog)                                   | Spaanse Rijk (incl. Spaanse Nederlanden) Prinsbisdom Luik (1595) | Republiek der Verenigde Nederlanden Hertogdom Bouillon | Spaanse overwinning - Nederlandse en Bouillonese troepen trekken zich terug |
| 1635  | 1659 | Frans-Spaanse Oorlog (1635-1659) (voortgekomen uit de Dertigjarige Oorlog)                           | Spaanse Rijk (incl. Spaanse Nederlanden) Heilige Roomse Rijk (1635–48) Modena en Reggio (1635–46) Engelse royalisten (1657–59) | Koninkrijk Frankrijk Republiek der Zeven Verenigde Nederlanden (1635–48) Engelse Gemenebest (1654–59) Hertogdom Savoye Modena en Reggio (1647–49, 1655–59) Parma en Piacenza (1635–37) Vorstendom Catalonië (1640–41) Catalaanse Republiek (1641) Co-belligerent Koninkrijk Portugal (1640–59)                                       | Franse overwinning - Vrede van de Pyreneeën - Frankrijk verwerft Artesië en delen van Vlaanderen (inclusief Atrecht, Béthune en Grevelingen), Frans-Henegouwen, delen van Luxemburg (inclusief Montmédy en Thionville), de Trois-Évêchés en Sedan - Engeland verwerft Duinkerke, maar verkoopt het aan Frankrijk in 1662 |
| 1667  | 1668 | Devolutieoorlog                                                                                      | Spaanse Rijk (incl. Spaanse Nederlanden) Triple Alliantie: - Republiek der Zeven Verenigde Nederlanden - Koninkrijk Engeland - Koninkrijk Zweden | Koninkrijk Frankrijk | Vrede van Aken (1668) - Frankrijk verwerft Armentières, Sint-Winoksbergen, Charleroi, Kortrijk, Douai, Veurne, Rijsel, Oudenaarde en Doornik |
| 1672  | 1678 | Hollandse Oorlog (vermengd met de Derde Engels-Nederlandse Oorlog) (vermengd met de Schoonse Oorlog) | Republiek der Zeven Verenigde Nederlanden Brandenburg-Pruisen Spaanse Rijk (incl. Spaanse Nederlanden) Opper-Lotharingen (vanaf 1673) Heilige Roomse Rijk (vanaf 1673): - Prinsbisdom Münster (1674–79) - Lüneburg (Celle) (vanaf 1674) - en anderen Denemarken–Noorwegen (vanaf 1675) | Koninkrijk Frankrijk Koninkrijk Engeland (1672–74) Prinsbisdom Münster (1672–74) Keurvorstendom Keulen (1672–74) Koninkrijk Zweden (vanaf 1674) | Onbeslist - Vrede van Westminster (1674) - Verdragen van Nijmegen (1678–79) - Frankrijk verwerft Sint-Omaars (Artesië), Kassel, Ariën en Ieper (Vlaanderen), Kamerijk en het Kamerijkse (definitief), Valenciennes en Maubeuge (Henegouwen) - La Tour d'Auvergne verwerft soevereiniteit over Bouillon (als Frans protectoraat) van Luik - La Tour d'Auvergne staat alle rechten op Sedan af aan Frankrijk                         |
| 1683  | 1684 | Frans-Spaanse Oorlog (1683-1684)                                                                     | Heilige Roomse Rijk Spaanse Rijk (incl. Spaanse Nederlanden) Republiek Genua | Koninkrijk Frankrijk | Franse overwinning - Bestand van Regensburg - Spanje staat Luxemburg af aan Frankrijk voor 20 jaar - Heilige Roomse Rijk staat Straatsburg af aan Frankrijk voor 20 jaar |
| 1688  | 1697 | Negenjarige Oorlog                                                                                   | Republiek der Zeven Verenigde Nederlanden Koninkrijk Engeland Heilige Roomse Rijk: - Oostenrijk - Keurvorstendom Beieren - Keur-Palts - Brandenburg-Pruisen Spaanse Rijk (incl. Spaanse Nederlanden) Koninkrijk Portugal Koninkrijk Zweden Hertogdom Savoye Stavelot-Malmedy | Koninkrijk Frankrijk | Vrede van Rijswijk - Franse verwoesting van Malmedy en Stavelot op 4 oktober 1689 |
| 1701  | 1714 | Spaanse Successieoorlog                                                                              | Oostenrijk Groot-Brittannië Republiek der Zeven Verenigde Nederlanden Koninkrijk Pruisen Koninkrijk Portugal Kroon van Aragon Hertogdom Savoye | Koninkrijk Frankrijk Spaanse Rijk (incl. Spaanse Nederlanden) Keurvorstendom Beieren Hongaarse rebellen | Vrede van Utrecht (1713–5) Vrede van Rastatt (1714) |
| 1718  | 1720 | Oorlog van de Quadruple Alliantie                                                                    | Oostenrijk (incl. Oostenrijkse Nederlanden) Koninkrijk Frankrijk Groot-Brittannië Hertogdom Savoye Republiek der Zeven Verenigde Nederlanden | Spaanse Rijk | Geallieerde overwinning - Verdrag van Den Haag (1720) |
| 1740  | 1748 | Oostenrijkse Successieoorlog                                                                         | Oostenrijk (incl. Oostenrijkse Nederlanden) Groot-Brittannië Keurvorstendom Brunswijk-Lüneburg Republiek der Zeven Verenigde Nederlanden Saksen (1743–45) Koninkrijk Sardinië (1742–48) Keizerrijk Rusland (1741–43, 1748) | Koninkrijk Frankrijk Koninkrijk Pruisen (1740–42, 1744–45) Spaanse Rijk Koninkrijk Napels Keurvorstendom Beieren (1741–45) Keur-Palts (1741–46) Keurvorstendom Saksen (1741–42) Koninkrijk Zweden (1741–43) Republiek Genua (1745–48)                                                                                                | Vrede van Aken (1748) - Maria Theresia erkend als keizerin van Oostenrijk - Spanje verwerft Parma en Piacenza van Oostenrijk - Oostenrijk erkent Pruisische verovering van Silezië - Frankrijk trekt zich terug uit de Lage Landen - Republiek der Zeven Verenigde Nederlanden krijgt Barrièresteden terug - Frankrijk ruilt Madras tegen Ile-Royale met Engeland                                                                  |
| 1784  | 1784 | Keteloorlog                                                                                          | Republiek der Zeven Verenigde Nederlanden | Oostenrijk (incl. Oostenrijkse Nederlanden) | Nederlandse overwinning: - Verdrag van Fontainebleau (1785) |
| 1789  | 1791 | Luikse Revolutie                                                                                     | Luikse Republiek Verenigde Nederlandse Staten (1790) Koninkrijk Pruisen (1790) | Prinsbisdom Luik Oostenrijk | Oostenrijks–bisschoppelijke overwinning - Restauratie van het Prinsbisdom Luik |
| 1789  | 1790 | Brabantse Omwenteling                                                                                | Statisten & Vonckisten - Verenigde Nederlandse Staten (1790) Luikse Republiek Koninkrijk Pruisen (1790) | Oostenrijk | Oostenrijkse overwinning - Tijdelijke omverwerping van Oostenrijkse heerschappij door rebellenleger, gevolgd door lokale opstanden - Oprichting Verenigde Nederlandse Staten - Groeiende strijd tussen statisten en vonckisten, verdrijving van de vonckisten - Eerste Oostenrijkse Restauratie |
| 1792  | 1797 | Eerste Coalitieoorlog (vooral de Franse veldtocht in de Nederlanden)                                 | Eerste Coalitie: Republiek der Zeven Verenigde Nederlanden Heilige Roomse Rijk - Habsburgse monarchie (Oostenrijk) - Koninkrijk Pruisen - Keurvorstendom Brunswijk-Lüneburg - Hessen-Kassel Groot-Brittannië Spaanse Rijk (1793–95) | Koninkrijk der Fransen (1792) Eerste Franse Republiek (vanaf 1792) - Republiek Bouillon (1794–95) - Bataafse Republiek (vanaf 1795) - Ligurische Republiek (vanaf 1795) - Cisrheniaanse Republiek (1797) - Cisalpijnse Republiek (1797) - andere zusterrepublieken Spaanse Rijk (1796–97)                                            | Franse overwinning - Alle zuidelijke Lage Landen geannexeerd door Frankrijk (1795) - Verdrag van Den Haag (1795): Bataafse Republiek ingesteld als Franse zusterrepubliek - Vrede van Campo Formio (1797): Habsburgse monarchie accepteert het verlies van de Oostenrijkse Nederlanden |
| 1798  | 1798 | Boerenkrijg                                                                                          | Brigands | Eerste Franse Republiek | Franse overwinning - Opstand onderdrukt |
| 1798  | 1802 | Tweede Coalitieoorlog                                                                                | Tweede Coalitie: - Heilige Roomse Rijk (tot 1801) - Habsburgse monarchie (Oostenrijk, tot 1801) - Keizerrijk Rusland (tot 1798) - Groot-Brittannië (tot 1801) - Verenigd Koninkrijk (vanaf 1801) - Koninkrijk Portugal - Koninkrijk Napels - Ottomaanse Rijk - Franse royalisten | Eerste Franse Republiek - Bataafse Republiek - Cisalpijnse Republiek - Helvetische Republiek - Ligurische Republiek - Romeinse Republiek (1798–99) - Parthenopeïsche Republiek (1799) - andere zusterrepublieken Spaanse Rijk | Franse overwinning - Frankrijk bezet tijdelijk de Pauselijke Staat en neemt Paus Pius VI gevangen (1798–99) - Vrede van Lunéville (1801): Heilige Roomse Rijk erkent verlies van zuidelijke Lage Landen aan Frankrijk - Concordaat van 15 juli 1801: Paus Pius VII erkent afschaffing van Prinsbisdom Luik |
| 1803  | 1806 | Derde Coalitieoorlog (onderdeel van de Napoleontische Oorlogen)                                      | Derde Coalitie: - Verenigd Koninkrijk - Koninkrijk Zweden (1804–06) - Keizerrijk Rusland (1805–06) - Heilige Roomse Rijk (1805) - Keizerrijk Oostenrijk (1805) - Koninkrijk Napels (1805–06) - Koninkrijk Sicilië (1805–06) | Eerste Franse Keizerrijk - Bataafse Republiek - Etrurië - Italië - Spaanse Rijk - Beieren - Württemberg | Franse overwinning - Vrede van Presburg (1805): Keizerrijk Oostenrijk verlaat Coalitie - Consolidatie van het Eerste Franse Keizerrijk - Opheffing van het Heilige Roomse Rijk - Oprichting Rijnbond - Vorming van de Vierde Coalitie enkele maanden later |
| 1813  | 1814 | Zesde Coalitieoorlog (onderdeel van de Napoleontische Oorlogen)                                      | Zesde Coalitie: - Keizerrijk Rusland (al in oorlog) - Verenigd Koninkrijk (al in oorlog) - Spaanse Rijk (al in oorlog) - Koninkrijk Portugal (al in oorlog) - Koninkrijk Zweden (3 maart) - Mecklenburg-Schwerin (14 maart) - Koninkrijk Pruisen (17 maart) - Koninkrijk Sardinië - Koninkrijk Sicilië Na Pläswitz (juni–augustus 1813) - Keizerrijk Oostenrijk (12 augustus) - Koninkrijk Beieren (8 okt.) Na Leipzig (oktober 1813) - Koninkrijk Saksen (18 okt.) - Koninkrijk Württemberg (18 okt.) - Baden (half november) - Vorstendom der Nederlanden (21 nov.) - Liechtenstein Na januari 1814 - Denemarken | Eerste Franse Keizerrijk - Hertogdom Warschau - Italië - Napels Tot januari 1814 - Rijnbond - Denemarken–Noorwegen | Overwinning van de Coalitie - Napoleon treedt af en wordt gevangengenomen - Toekomst van zuidelijke Lage Landen bepaald op Congres van Wenen (1814–15) |
| 1815  | 1815 | Honderd Dagen (1815) (ook Zevende Coalitieoorlog genoemd) (onderdeel van de Napoleontische Oorlogen) | | Eerste Franse Keizerrijk | Overwinning van de Coalitie - Congres van Wenen afgesloten met Slotakte (9 juni 1815) - Franse grenzen beperkt tot situatie vóór 1792, Bourbon-Restauratie - Meeste zuidelijke Lage Landen opgenomen in het Verenigd Koninkrijk der Nederlanden onder Oranje - Nederlandse koning wordt ook groothertog van Luxemburg, nu een Duitse Bondsstaat - Eupen-Malmedy, Bitburg-Prüm, Niederkrüchten en Erkelenz geannexeerd door Pruisen |